# Mausolée des poètes
Le Mausolée des poètes (en persan : مزارِ شاعران) ou Maqbarat-o-shoara (en persan : مقبرةالشعرا) est un carré musulman appartenant principalement à des poètes classiques et contemporains, situé dans le quartier Surkhab de Tabriz en Iran. Il a été construit à l'initiative de Tahmaseb Dolatshahi au milieu des années 1970 alors qu'il était secrétaire des Arts et des Cultures de la province d'Azerbaïdjan oriental, sur les vestiges d’un cimetière qui contenait les tombes d’importants poètes, mystiques, savants et hommes célèbres de Tabriz.
La date exacte de l'établissement du cimetière est inconnue, mais le mausolée a été mentionné pour la première fois par l'historien médiéval Hamdallah Mustawfi dans son Nozhat ol-Gholoub (fa). Il mentionne qu'il est situé dans ce qui, à l'époque, était le quartier Surkhab de Tabriz.
Depuis les années 1970, il y a eu plusieurs tentatives de rénovation de la zone du cimetière. Certains travaux ont été réalisés comme la construction d'un nouveau bâtiment symbolique sur ce site.
Le premier poète enterré dans ce complexe est Assadi Toussi (999-1072), et le monument actuel rend particulièrement hommage au poète Shahriyār — dont le mausolée est situé au milieu du complexe à une hauteur de 30 mètres — ainsi qu'à environ 400 autres écrivains dont les tombes ont été détruites lors des différents tremblements de terre qui ont secoué la ville,.

## Histoire
Le nom du cimetière apparaît dans des ouvrages écrits à partir du VIIIe siècle. La plus ancienne référence à ce cimetière se trouve dans le livre de Nozhat ol-Gholoub (fa) composé par Hamdallah Mustawfi. Le Lubab ul-Albab (fa) écrit par Muhammad Aufi (en) en 1227, mentionne une description des poètes du VIIIe siècle, tels que Khaqani Shirvani et Zahireddin Faryabi, enterrés dans le sanctuaire de Shiraz.

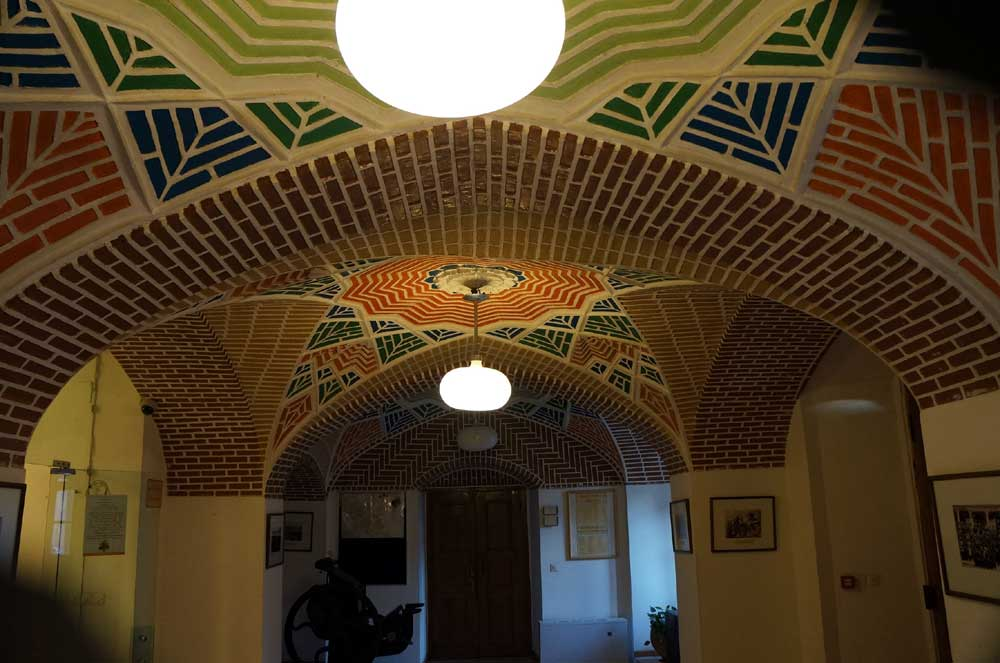
Les plafonds du mausolée, qui allient tradition et modernité, en 2014.

En raison de l'abandon du Maqbarat-o-shoara après les tremblements de terre de 1193 et 1194 et en raison de la sépulture de nombreux grands poètes et mystiques dans le cimetière, un concours est organisé en 1970 à l'initiative de Tahmaseb Dolatshahi, alors secrétaire des Arts et des Cultures de la province d'Azerbaïdjan oriental, pour construire le complexe de l'actuel mausolée sur les vestiges d’un cimetière qui contenait les tombes d’importants poètes, mystiques, savants et hommes célèbres de Tabriz. Gholamreza Farzanmehr remporte le concours en s'appuyant sur la base d'une architecture à la fois traditionnelle et moderne, et conçoit le mausolée des poètes, dont la construction débute en 1972 et s'achève en 1982,.
En 2015-2016, un plan d'embellissement est lancé par la mairie de Tabriz, qui prévoit de nouvelles enceintes.

## Tombes notables
- Assadi Toussi (999 - 1072), poète

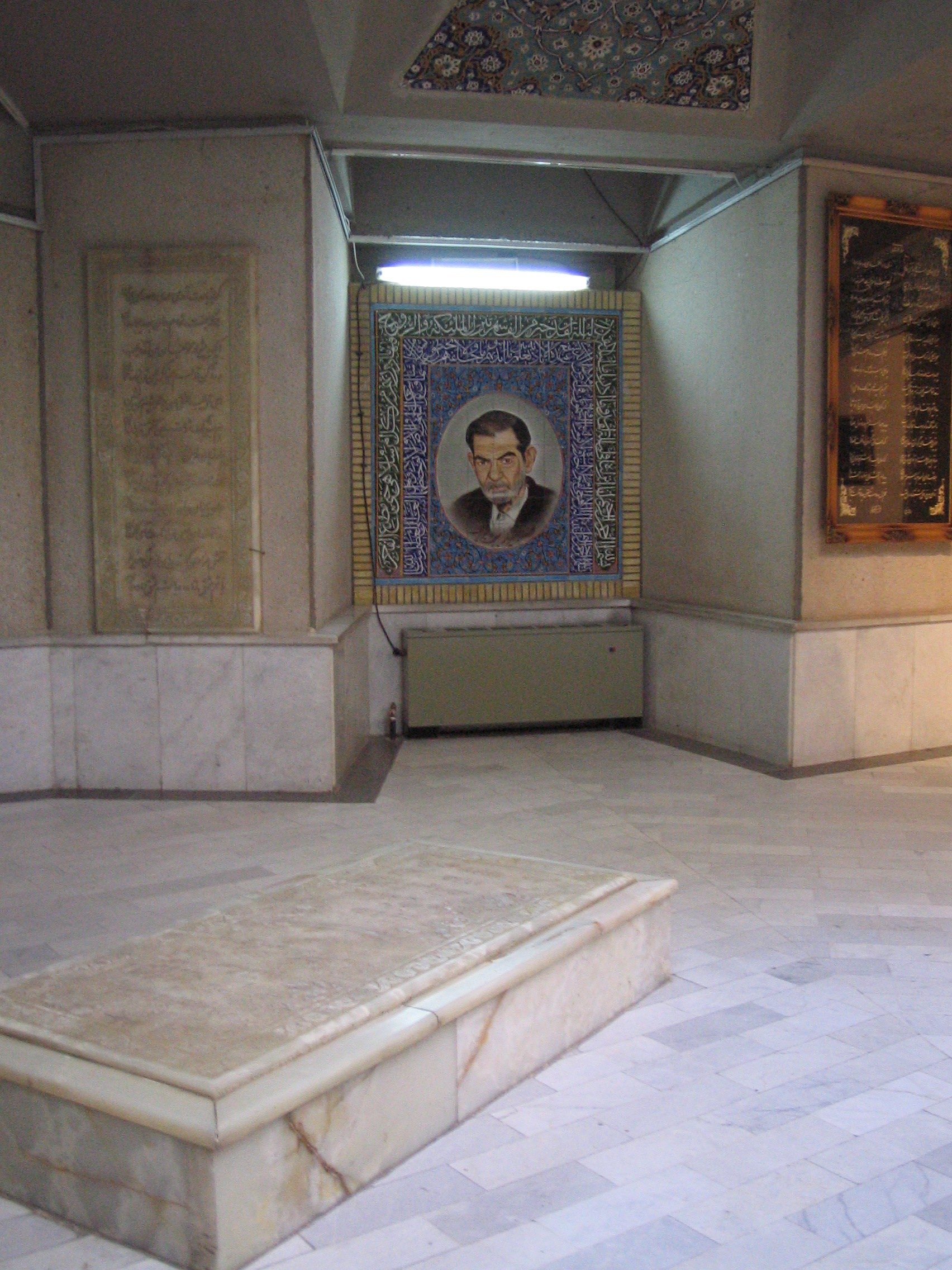
Tombe de Shahriyār, au mausolée des poètes (2005).

- Qatran Tabrizi (c. 1009 - 1072), poète
- Anvari (1126 - 1189), poète
- Khaqani Shirvani (1126 - 1199), poète
- Mojireddin Bilaqani (mort en 1190), poète
- Zahir-al-Din Faryabi (en) (mort en 1202), poète
- Shahpour Neyshabouri (fa) (mort en 1204), poète
- Shamseddin Sojasi (mort en 1206), poète
- Zu'l-Fiqar Shirvani (en) (mort c. 1291), poète
- Homam Tabrizi (1238 – 1314), poète
- Nasrollah Tabib (mort en 1339), calligraphe
- Assar Tabrizi (1325 - 1390), poète
- Maghrebi Tabrizi (fa) (1348 - 1406), poète
- Mani Shirazi (mort en 1507), poète
- Lesani Shirazi (mort en 1533), poète
- Shakibi Tabrizi (mort en 1564), poète
- Maghsoud Ali Shakibi Tabrizi (mort en 1592), poète
- Mirza Issa Farahani (mort en 1822), vizir de Fath Ali Chah Qadjar et Abbas Mirza
- Aziz Khan Mukri (mort en 1870), général
- Seqqat ol–Eslam Tabrizi (1861–1911), activiste constitutionnel perse
- Taher Tabrizi (1888–1976), calligraphe
- Mohammad Hossein Behjat Tabrizi dit Shahriyār (1906–1988), poète
- Mahmoud Melmasi (en) (1917 - 1991), poète
- Aziz Dowlatabadi (en) (1922 - 2009), poète

## Accueil et postérité
Ali Akbar Safipour, directeur général de l'Organisation de la culture et de l'orientation islamique de l'Azerbaïdjan oriental, la région dans laquelle se trouve le mausolée, a déclaré que Maqbaratoshoara est considéré comme « un trésor des lettrés irano-islamiques », qui accueille de nombreux touristes nationaux et internationaux. Il souhaite en faire un « lieu de villégiature spirituel et littéraire pour les intellectuels et les personnes instruites ».
Aujourd'hui, ce monument est l'un des symboles de la ville de Tabriz[réf. souhaitée]. Au Concours Eurovision de la chanson 2009, l'Azerbaïdjan a utilisé l'image du Maqbarat-o-shoara comme l'un de ses symboles.[réf. souhaitée]

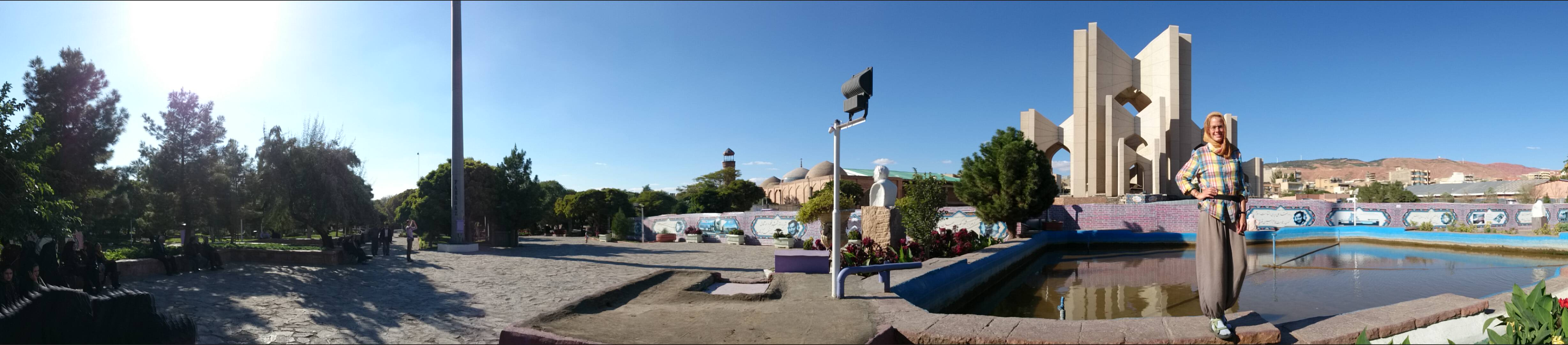
Une touriste sur le site du mausolée des poètes, en 2015.